# SC Bietigheim-Bissingen
Der Schlittschuhclub Bietigheim-Bissingen Steelers e. V. ist ein baden-württembergischer Eishockey- und Eisstockverein aus Bietigheim-Bissingen, dessen Eishockeyprofimannschaft Bietigheim Steelers seit der Saison 2007/08 in eine GmbH ausgelagert ist und 2025/26 in der zweitklassigen DEL2 spielt.

## Geschichte
Am 6. Juli 1981 fand die Vereinsgründung des SC Kornwestheim e. V. statt. Von 1981 bis 1987 nahm der Kornwestheimer Eishockeyverein am Spielbetrieb der Landesliga Baden-Württemberg teil. In der Saison 1988/1989 kam es zum Umzug nach Bietigheim. Dies war der Anlass dafür, dem Verein einen neuen Namen zu geben. Der Verein hieß seit diesem Zeitpunkt: SC Bietigheim/Kornwestheim (SCBBK). In der Saison 1989/1990 spielte der Verein in der Baden-Württemberg-Liga. In der Saison 1990/1991 kam es zum Aufstieg in die Regionalliga Süd-West. Im Sommer 1991 benannte sich der Verein in Schlittschuhclub (SC) Bietigheim-Bissingen um und konnte zur Saison 1992/93 in die Regionalliga Süd nachrücken. Aus dieser Zeit Anfang der 1990er-Jahre stammte auch der Spitzname Steelers, der vom damaligen Hauptsponsor Ekatit-Edelstahl herrührt.
Bei der Neueinteilung der Ligen zur Einführung der DEL 1994 wurde der SC in die 2. Liga Süd eingeteilt, von wo 1997 der Aufstieg in die 1. Liga Süd gelang – jedoch wurde die Mannschaft bei der Einführung der 2. Eishockey-Bundesliga zur Saison 1998/99 eine Klasse in die 1. Liga Süd zurückgestuft. Ab 1999 gelang dann die Etablierung in der 2. Bundesliga.
Vor der Saison 2001/02 wurde der Vereinsname in SC Bietigheim-Bissingen Steelers umbenannt.
Im Sommer 2007 wurde die erste Mannschaft aus dem Verein in die Steelers GmbH ausgelagert.
Für die Saison 2007/08 wurde erstmals in der Geschichte des Vereins ein sportlicher Direktor eingesetzt. Dies war ab 9. April 2007 Michael Komma, der zuvor auch als Trainer beim SC Bietigheim-Bissingen tätig gewesen war.
In der Saison 2008/09 gewannen die Steelers die Meisterschaft in der 2. Bundesliga und waren damit aufgrund des Rückzuges der Füchse Duisburg zum Aufstieg in die Deutsche Eishockey Liga berechtigt. Der Antrag zur Teilnahme an der Lizenzierung wurde jedoch vorzeitig zurückgezogen, da die Heimspielstätte im Ellental nicht die Kriterien des 9000-Punkte-Plans erfüllte und Gespräche mit den Betreibern der im knapp 20 Kilometer entfernten Stuttgart gelegenen Porsche-Arena erfolglos blieben.
Die Saison 2009/10 verlief ebenfalls erfolgreich. Die Mannschaft, welche nach der Meisterschaft zum großen Teil zusammengehalten werden konnte, erreichte in der Hauptrunde den vierten Tabellenplatz und hatte somit Heimrecht. Im Playoff-Viertelfinale bezwang man die Landshut Cannibals mit 4:2. Das anschließende Halbfinale gegen die Schwenninger Wild Wings war weniger erfolgreich. Zwar gingen die Steelers in der Serie mit 1:0 in Führung, konnten aber von den folgenden Spielen nur noch eines für sich entscheiden und verloren 2:4.
Nachdem zu Beginn der Saison 2010/11 Leistungsträger wie Justin Kelly das Team verließen oder wie Alexander Serikow Ladehemmungen hatten, befand sich das Team fast die ganze der Saison auf den letzten Tabellenplätzen. Dies bedeutete den bisherigen sportlichen Tiefpunkt der bisher erfolggewohnten Mannschaft. Nachdem aus 17 Spielen lediglich 3 Siege eingefahren werden konnten, wurde der Meistertrainer Christian Brittig entlassen und durch den Jugendtrainer Danny Held ersetzt. Dieser konnte das Team noch in die Pre-Playoffs führen, wo es aber 0:2 gegen den starken Aufsteiger Starbulls Rosenheim verlor.
In der Saison 2011/12 hoffte man wieder um die Playoffs spielen zu können und verstärkte das Team mit P.J. Fenton und Olivier Latendresse. Trotzdem befand sich das Team leider wieder nur am Tabellenende. Am 25. November wurde trotz eines hohen 7:4-Sieges gegen den damaligen Tabellenführer und späteren Meister Landshut Cannibals, Danny Held als Trainer durch den Kanadier Kevin Gaudet ersetzt. Dieser konnte das Team zwar nicht mehr aus dem Bereich der Playdowns retten und beendete die Saison auf dem 11. und drittletzten Platz. Die Playdowns konnten mit 14 Punkten in 8 Spielen trotz allen Befürchtungen erfolgreich beendet und ein drohender Abstieg verhindert werden. Einen Titel konnte das Team dennoch erringen. Zum ersten Mal in der Vereinsgeschichte konnten die Steelers den DEB-Pokal gewinnen.
Zur Saison 2012/13 verstärkte Kevin Gaudet das Team mit dem Versprechen, dass man nie wieder in den Playdowns spielen will. Unter anderem holte er das Rodman Brüderpaar und mit Joey Vollmer einen der besten Goalies der Liga. Aufgrund des NHL Lockouts und der schweren Verletzung von David Rodman wurde zunächst T.J. Galiardi von den San Jose Sharks ausgeliehen. Als sich dieser dann nach 8 Spielen und 10 Punkten beim Derby gegen die Heilbronner Falken ebenfalls verletzte und David Rodman noch nicht fit war, lieh man auch noch den Erstrunden-Draftpick von 2008 Josh Bailey von den New York Islanders aus. Das Team funktionierte nun besser als in den letzten Saisons und erreichte am Ende der Hauptrunde den ersten Platz.
Anfang März 2018 kündigte die Spielbetriebsgesellschaft Einsparungen von mindestens 300.000 Euro pro Saison an gab in diesem Zuge bekannt, sich am Ende des Spieljahres 2017/18 von Cheftrainer Gaudet zu trennen. „In keiner Trainerära waren die Steelers erfolgreicher und haben sich in den sechs Jahren der Ära Gaudet als Spitzenteam der DEL2 fest etabliert“, wurde dessen Leistungen seitens des Vereins gewürdigt. Gaudet hatte zu zwei DEL2-Meistertiteln (2013 und 2015) geführt, 2014 und 2016 wurde man unter Leitung des Kanadiers Vizemeister sowie 2012 und 2013 Pokalsieger. Zum Abschluss seiner Amtszeit führte Gaudet die Mannschaft im Frühjahr 2018 noch einmal zum Gewinn der DEL2-Meisterschaft.
In der Saison 2018/19 hielten die Steelers immer Anschluss an die Top Sechs der Liga und beendeten die Hauptrunde auf dem zweiten Tabellenplatz. In den folgenden Play-offs scheiterten sie im Viertelfinale an den Dresdner Eislöwen mit 3:4. Zum Saisonende verließen unter anderem der langjährige Spieler Marcus Sommerfeld (Karriereende) sowie der bei den Fans sehr beliebte Shawn Weller den Verein.
Im Mai 2019 wurde die bereits in der Vergangenheit gelebte Kooperation für die Förderung von Nachwuchstalenten mit den Iserlohn Roosters verlängert.
Im Mai 2021 erreichten die Steelers die Meisterschaft in der DEL2 und stiegen, nachdem die DEL-Lizenz beantragt und die Bürgerschaft hinterlegt worden war, sportlich in die Deutsche Eishockey Liga auf. Im Juli 2021 erhielten die Steelers die DEL-Lizenz.
Nach zweijähriger Zugehörigkeit im Oberhaus, stieg man als Hauptrundenletzter in der Saison 2022/23 in die DEL2 ab.
In der darauf folgenden Saison 2023/24, die man wiederum auf dem letzten Tabellenplatz beendete, stand man nach zwei verlorenen PlayDown-Runden gegen die Starbulls Rosenheim sowie die Selber Wölfe als sportlicher Absteiger in die Oberliga Süd fest.
Somit erreichte man als erste Mannschaft den „Back-to-Back“-Abstieg in der Geschichte des deutschen Eishockeys.
In der Saison 2024/25 gelang der Wiederaufstieg in die DEL2 durch einen knappen 2:1-Sieg im 7. Playoffspiel gegen die Hannover Scorpions.

### Ligenzugehörigkeit seit 1990
| Saison  | Spielklasse | Ligenname             | Hauptrunde | Endrunde                      |
| ------- | ----------- | --------------------- | ---------- | ----------------------------- |
| 1990/91 | 4. Liga     | Regionalliga Süd-West | 6. Platz   | Qualifikationsrunde: 3. Platz |
| 1991/92 | 4. Liga     | Regionalliga Süd-West | 1. Platz   | Qualifikationsrunde: 2. Platz |
| 1992/93 | 4. Liga     | Regionalliga Süd      | 13. Platz  | −                             |
| 1993/94 | 4. Liga     | Regionalliga Süd      | 3. Platz   | −                             |
| 1994/95 | 3. Liga     | 2. Liga Süd           | 8. Platz   | Aufstiegsrunde: 6. Platz      |
| 1995/96 | 3. Liga     | 2. Liga Süd           | 3. Platz   | Aufstiegsrunde: 5. Platz      |
| 1996/97 | 3. Liga     | 2. Liga Süd           | 1. Platz   | Aufstiegs-Play-offs: 2. Runde |
| 1997/98 | 2. Liga     | Hacker-Pschorr-Liga   | 13. Platz  | −                             |
| 1998/99 | 3. Liga     | 1. Liga Süd           | 1. Platz   | Qualifikationsrunde: 3. Platz |
| 1999/00 | 2. Liga     | 2. Bundesliga         | 8. Platz   | Playoff-Viertelfinale         |
| 2000/01 | 2. Liga     | 2. Bundesliga         | 4. Platz   | Playoff-Viertelfinale         |
| 2001/02 | 2. Liga     | 2. Bundesliga         | 3. Platz   | Playoff-Halbfinale            |
| 2002/03 | 2. Liga     | 2. Bundesliga         | 1. Platz   | Playoff-Halbfinale            |
| 2003/04 | 2. Liga     | 2. Bundesliga         | 6. Platz   | Playoff-Halbfinale            |
| 2004/05 | 2. Liga     | 2. Bundesliga         | 8. Platz   | Playoff-Viertelfinale         |
| 2005/06 | 2. Liga     | 2. Bundesliga         | 3. Platz   | Playoff-Viertelfinale         |
| 2006/07 | 2. Liga     | 2. Bundesliga         | 9. Platz   | −                             |
| 2007/08 | 2. Liga     | 2. Bundesliga         | 7. Platz   | Playoff-Viertelfinale         |
| 2008/09 | 2. Liga     | 2. Bundesliga         | 1. Platz   | Meister                       |
| 2009/10 | 2. Liga     | 2. Bundesliga         | 4. Platz   | Playoff-Halbfinale            |
| 2010/11 | 2. Liga     | 2. Bundesliga         | 10. Platz  | Pre-Playoffs                  |
| 2011/12 | 2. Liga     | 2. Bundesliga         | 11. Platz  | Abstiegsrunde: 2. Platz       |
| 2012/13 | 2. Liga     | 2. Bundesliga         | 1. Platz   | Meister                       |
| 2013/14 | 2. Liga     | DEL2                  | 3. Platz   | Vizemeister                   |
| 2014/15 | 2. Liga     | DEL2                  | 1. Platz   | Meister                       |
| 2015/16 | 2. Liga     | DEL2                  | 1. Platz   | Vizemeister                   |
| 2016/17 | 2. Liga     | DEL2                  | 1. Platz   | Vizemeister                   |
| 2017/18 | 2. Liga     | DEL2                  | 2. Platz   | Meister                       |
| 2018/19 | 2. Liga     | DEL2                  | 2. Platz   | Playoff-Viertelfinale         |
| 2019/20 | 2. Liga     | DEL2                  | 8. Platz   | Pre-Play-offs                 |
| 2020/21 | 2. Liga     | DEL2                  | 4. Platz   | Meister                       |
| 2021/22 | 1. Liga     | DEL                   | 13. Platz  | −                             |
| 2022/23 | 1. Liga     | DEL                   | 15. Platz  | direkter Abstieg              |
| 2023/24 | 2. Liga     | DEL2                  | 14. Platz  | Abstieg (Play-Downs)          |
| 2024/25 | 3. Liga     | Oberliga              | 2. Platz   | Meister Aufstieg              |

## Mannschaft

### Bedeutende frühere Mannschaften

#### Meister der DEL2 2020/21 (Aufstieg in die DEL)
| Position      | Name |
| Tor:          | Cody Brenner, Leon Doubrawa, Jimmy Hertel |
| Verteidigung: | Nikolai Goc, Benjamin Hüfner, Max Prommersberger, Max Renner, Fabian Ribnitzky, Tim Schüle |
| Sturm:        | Brett Breitkreuz, Norman Hauner, Evan Jasper, Robin Just, Robert Kneisler, Fabjon Kuqi, Matt McKnight, Calvin Pokorny, Alexander Preibisch, René Schoofs, Riley Sheen, C. J. Stretch, Yannick Wenzel, Benjamin Zientek |
| Trainer:      | Daniel Naud |

#### Meister der DEL2 2017/18
| Torhüter: Siniša Martinović, Ilya Sharipov Verteidiger: Dominic Auger, Adam Borzęcki, Rob Brown, Benjamin Hüfner, Max Prommersberger, Kodi Schwarz, Bastian Steingroß Angreifer: Frédérik Cabana, Norman Hauner, Justin Kelly, Max Lukes, Matt McKnight, Tyler McNeely, Andrew McPherson, Leon Müller, Alexander Preibisch, René Schoofs, Marcus Sommerfeld, Shawn Weller, Benjamin Zientek Trainerstab: Kevin Gaudet, Marc St. Jean |

#### Meister der DEL2 2014/15
| Position      | Name |
| Tor:          | Patrick Golombek, Siniša Martinović, Andreas Mechel |
| Verteidigung: | Dominic Auger, Adam Borzęcki, Markus Gleich, Benjamin Hüfner, Max Prommersberger, Bastian Steingroß |
| Sturm:        | Frédérik Cabana, Michael Fink, Lucas Fröhlich, Mark Heatley, Robin Just, Marcel Kahle, Justin Kelly, Benjamin Kronawitter, Matt McKnight, Jason Pinizzotto, René Schoofs, Archie Skalbeck, Marcus Sommerfeld, Chris St. Jacques, Marco Windisch, David Wrigley |
| Trainer:      | Kevin Gaudet |

#### Meister der 2. Bundesliga und DEB-Pokalsieger 2012/13
| Position      | Name |
| Tor:          | Mathias Lange, Jochen Vollmer, Max Häberle, Andreas Mechel |
| Verteidigung: | Alexander Genze, Doug Andress, Ralf Herbst, Marcel Neumann, Markus Gleich, Bastian Steingroß, Tomáš Gulda                                                                                            |
| Sturm:        | René Schoofs, Mike Bishai, David Rodman, Marcus Sommerfeld, Florian Schnitzer, Robin Just, Marcel Rodman, Philipp Quinlan, P.J. Fenton, Achim Moosberger, Mark Heatley, Chris St. Jacques, Barry Noe |
| Trainer:      | Kevin Gaudet |

#### DEB-Pokalsieger 2011/12
| Position      | Name |
| Tor:          | Sébastien Charpentier, Andreas Mechel, Martin Morczinietz, Dustin Strahlmeier |
| Verteidigung: | Doug Andress, Dennis Dörner, Alexander Genze, Ralf Herbst, Marcel Neumann, Pascal Schoofs, Mike Schreiber |
| Sturm:        | Fabian Calovi, P.J. Fenton, Mark Heatley, Andrej Kaufmann, Leontin Kreps, Arturs Kruminsch, Achim Moosberger, Ty Morris, Barry Noe, Daniel Oppolzer, Patrick Schmid, René Schoofs, Chris St. Jacques, Marvin Tepper, Brent Walton |
| Trainer:      | Kevin Gaudet |

#### Meister der 2. Bundesliga 2009
| Position      | Name |
| Tor:          | Siniša Martinović, Martin Morczinietz, Maximilian Meschik |
| Verteidigung: | Doug Andress, Pascal Schoofs, Andreas Geipel, Stéphane Robitaille, Marcel Neumann, Dirk Wrobel, Alexander Dotzler, Heiko Smazal                                                                                |
| Sturm:        | René Schoofs, Max Seyller, Kasper Degn, Dan Heilman, Florian Jung, Andrej Kaufmann, Dominik Hammer, Brent Walton, Justin Kelly, Herbert Geisberger, Alexander Serikow, Viktor Beck, Gregory Schmidt, Barry Noe |
| Trainer:      | Christian Brittig |

#### Vizemeister der 1. Liga Süd 1999 (Aufstieg in die 2. Bundesliga)
| Position      | Name |
| Tor:          | Patrick Labrecque, Christian Baader, Mario Schüssel |
| Verteidigung: | Kai Alroth, Mark Jablonski, Stephan Bauer, Frank Appel, Timo Nykopp, Václav Drobný, Tomasz Mieszkowski                                                  |
| Sturm:        | Manuel Hess, Marc Mundil, Ulrich Liebsch, Darren Ritchie, Mike Bader, Danny Held, Andrej Jaufmann, Tim Leahy, Craig Teeple, Andreas Naumann, Ken Filbey |
| Trainer:      | Tom Pokel |

#### Meister der 2. Liga Süd 1997
| Position      | Name |
| Tor:          | Pasi Räty, Oliver Weißenberger, Mario Schüssel |
| Verteidigung: | Mika Segermann, Kai Alroth, Guido Holzmann, Risto Siltanen, Markus Pollok, Stephan Bauer |
| Sturm:        | Eduard Dumpis, Mariusz Piasecki, Kenneth Filgis, James McKee, Marc Mundil, Steve Pépin, Bertil Filgis, Volker Kronauer, Danny Held, Harald Munz, Andrej Emersic, Michael Stegmann, Sven Zwerenz, Andreas Naumann, Mikko Nieminen, Matthias Kliemann |
| Trainer:      | Petteri Lehmussaari |

## Spieler

### Vereinsinterne Rekorde
Einer der herausragenden Spieler ist der Kanadier Craig Teeple, der insgesamt sechs Spielzeiten für die Profimannschaft aktiv war und dabei mehrere Rekorde aufgestellt hat. So ist er unter anderem mit 531 Punkten der erfolgreichste Scorer des Teams. Ebenfalls häufiger vertreten bei den Klub-Rekorden ist sein Landsmann Darren Ritchie, der insgesamt 206 Tore erzielte und damit der beste Torschütze ist.
Quelle: eliteprospects.com Abkürzungen: Sp = Spiele, T = Tore, V = Assists, Pkt = Punkte, SM = Strafminuten; Fettschrift: Bestwert; Noch aktiver Spieler
| Spieler             | Sp  | T   | V   | Pkt | Pkt/Sp | SM  | Saisons   | Jahre |
| ------------------- | --- | --- | --- | --- | ------ | --- | --------- | ----- |
| René Schoofs        | 952 | 132 | 244 | 376 | 0,39   | 412 | 2001–2021 | 20    |
| Dirk Wrobel         | 425 | 14  | 61  | 75  | 0,18   | 286 | 1999–2010 | 9     |
| Bastian Steingroß   | 416 | 26  | 156 | 182 | 0,44   | 393 | 2012–2019 | 7     |
| Matt McKnight       | 406 | 171 | 355 | 526 | 1,30   | 176 | 2013–2021 | 8     |
| Marcus Sommerfeld   | 406 | 159 | 300 | 459 | 1,13   | 290 | 2012–2019 | 7     |
| Max Prommersberger  | 338 | 23  | 89  | 112 | 0,33   | 284 | 2014–2021 | 7     |
| Craig Teeple        | 317 | 200 | 331 | 531 | 1,68   | 584 | 1998–2005 | 6     |
| Justin Kelly        | 311 | 156 | 259 | 415 | 1,33   | 231 | 2007–2018 | 7     |
| Robin Just          | 309 | 115 | 194 | 309 | 1,00   | 156 | 2012–2017 | 5     |
| Marcel Neumann      | 300 | 6   | 21  | 27  | 0,09   | 256 | 2007–2013 | 6     |
| Marc Mundil         | 289 | 17  | 42  | 59  | 0,20   | 222 | 1994–2000 | 6     |
| Darren Ritchie      | 274 | 206 | 187 | 393 | 1,43   | 122 | 1998–2004 | 6     |
| Florian Jung        | 263 | 47  | 59  | 106 | 0,40   | 142 | 2001–2009 | 5     |
| Alexander Preibisch | 348 | 88  | 91  | 179 |        | 152 | 2017–2024 | 7     |

| Platz | Spieler           | Gegentorschnitt |
| ----- | ----------------- | --------------- |
| 1.    | Siniša Martinović | 2,10            |
| 2.    | Marko Suvelo      | 2,23            |
| 3.    | Patrick Koslow    | 2,46            |

### Weitere bedeutende ehemalige Spieler
(Teamzugehörigkeit und Position in Klammern)
| - Michael Wolf (2001–2004, Sturm) Der Stürmer kam mit 20 Jahren nach Bietigheim. Nach drei Jahren wechselte er über Essen in die DEL. Dort wurde er 2006 zum Rookie des Jahres gewählt. Darüber hinaus wurde er 2008 zum Eishockeyspieler des Jahres gewählt. Er bestritt bisher über 470 DEL Spiele und 51 Länderspiele für Deutschland. Darüber hinaus ist er seit 2011 Kapitän der deutschen Nationalmannschaft. | - Andrej Kawaljou (1993, 2002–2005, Sturm) Kowaljow gehörte jahrelang zu den besten Stürmern der DEL und hielt lange diverse Rekorde in der höchsten deutschen Spielklasse. In Bietigheim ließ er seine erfolgreiche Karriere ausklingen.                                                                 | - Martin Ančička (1999–2000, 2001–2002, Verteidiger) Zwei Spielzeiten verbrachte der damalige Tscheche in Bietigheim. Nachdem er seinen deutschen Pass erhielt, wechselte er in die DEL und wurde dort auch zum Nationalspieler. |
| - Eric Schneider (2005–2006, Sturm) Kam 2005 aus Crimmitschau nach Bietigheim und wurde bester Punktesammler des Teams. Danach wechselte er zu den Hannover Scorpions in die DEL und avancierte dort sofort zum Top-Scorer. | - Uli Liebsch (1998–2001, Sturm) Nach seiner erfolgreichen Karriere mit über 100 DEL-Spielen und einigen Einsätzen in der deutschen Nationalmannschaft, spielte er drei Spielzeiten für Bietigheim. Nach seiner aktiven Karriere war noch lange im Jugendbereich und als Cheftrainer in Bietigheim aktiv. | - Risto Siltanen (1996–1997, Verteidiger) Nach fast 600 NHL Spielen (u. a. an der Seite von Wayne Gretzky) spielte Siltanen seine letzte Profi-Saison in Bietigheim.                                                             |

### Teilnahmen von Spielern und Trainern am ESBG All-Star Game
Das ESBG All-Star Game ist ein seit 2006 jährlich stattfindendes Freundschaftsspiel zwischen den besten deutschen und ausländischen Spielern der 2. Bundes- und Oberliga.

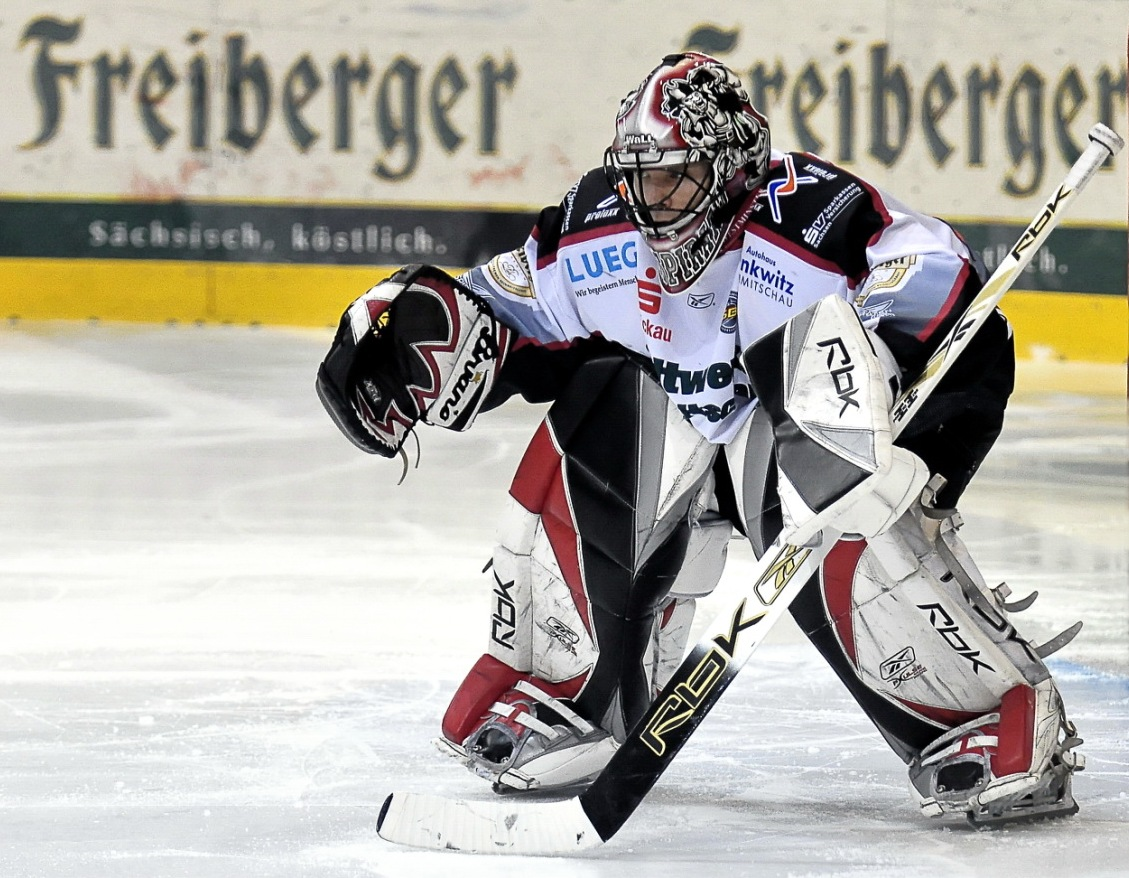
Marko Suvelo nahm 2008 am ESBG All-Star Game teil

| Teilnahmen am All-Star-Game während der Teamzugehörigkeit |              |                   |            |                     |
| Name                                                      | Position     | Teamzugehörigkeit | Teilnahmen | Team                |
| Dan Bjornlie                                              | Verteidigung | 2005–2007         | 2007       | Team United Nations |
| Alexandre Jacques                                         | Sturm        | 2004–2008         | 2006       | Team United Nations |
| Carl-Johan Johansson                                      | Verteidigung | 2007              | 2007       | Team United Nations |
| Peter Kathan                                              | Verteidigung | 2007–2008         | 2008       | Team Deutschland    |
| Eric Schneider                                            | Sturm        | 2005–2006         | 2006       | Team United Nations |
| Marko Suvelo                                              | Torwart      | 2007–2008         | 2008       | Team Deutschland    |

## Trainer seit 1999
| Zeitraum       | Trainer            |
| -------------- | ------------------ |
| seit Dez. 2022 | Pekka Kangasalusta |
| 2020–2022      | Daniel Naud        |
| 2019–2020      | Marc St. Jean      |
| 2018–2019      | Hugo Boisvert      |
| 2011–2018      | Kevin Gaudet       |
| 2010–2011      | Danny Held         |
| 2007–2010      | Christian Brittig  |
| 2006–2007      | Michael Komma      |
| 2004–2006      | Uli Liebsch        |
| 2003–2004      | Danny Naud         |
| 2002–2003      | Markus Berwanger   |
| 2001–2002      | Gary Prior         |
| 2001           | Thomas Dolak       |
| 1998–2001      | Tom Pokel          |

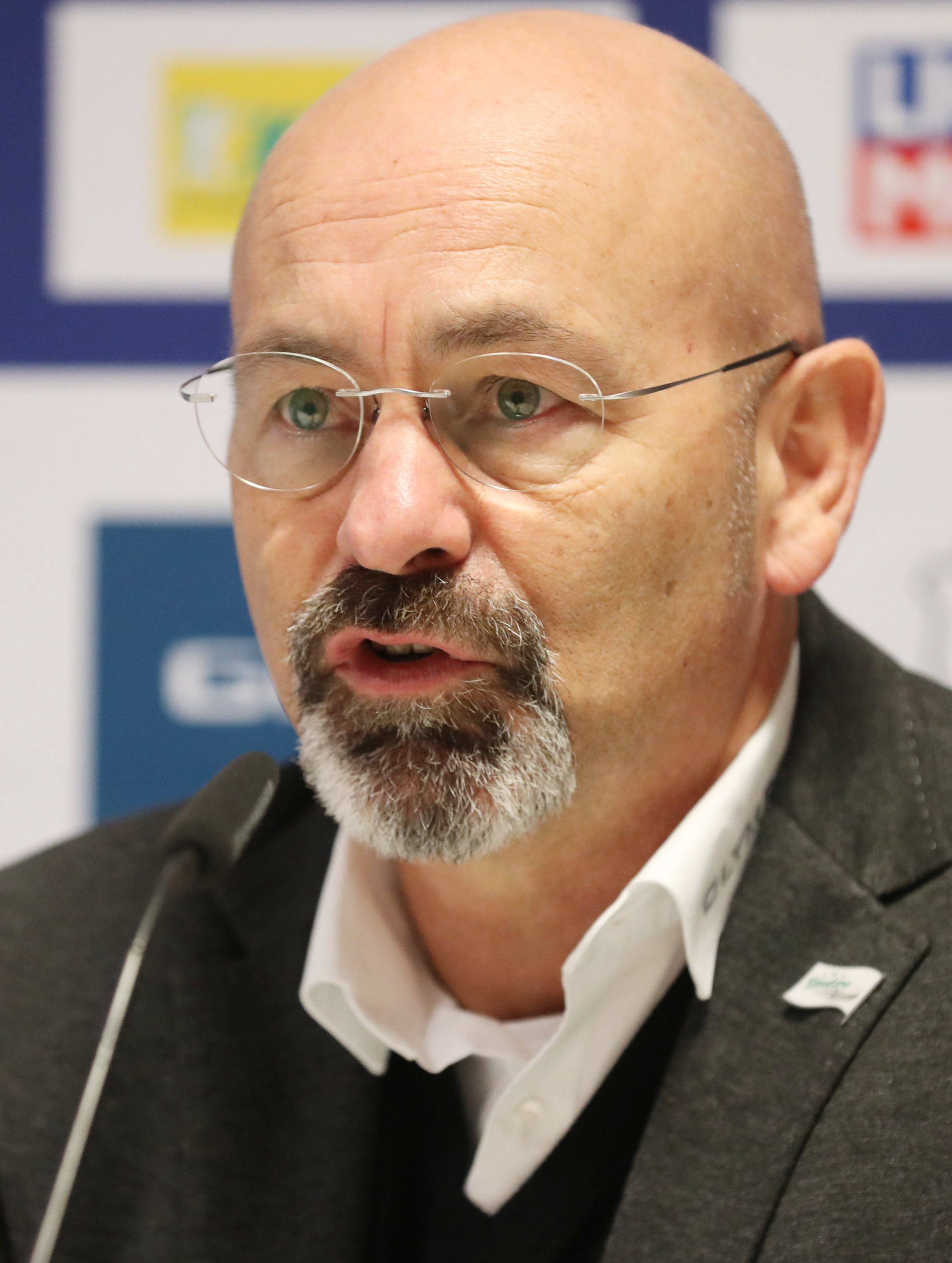
Daniel Naud

Nachdem zwischen 1996 und 1998 mit Petteri Lehmussaari zwar der Aufstieg in die damals zweitklassige Hacker-Pschorr-Liga gelang, die Mannschaft aber anschließend unter Lehmussaari und Doug Kacharvich stagnierte und bei Gründung der 2. Bundesliga in die Drittklassigkeit zurückgestuft wurde, wurde im Sommer 1998 der US-Amerikaner Tom Pokel als Cheftrainer verpflichtet. Im Jahr 1999 gelang den Steelers der Aufstieg in die 2. Bundesliga. Als Trainer blieb Tom Pokel und führte das Team in die Playoffs. Auch die zweite Saison 2000/01 in der 2. Liga fand unter Tom Pokel statt. Nach dieser Spielzeit beendete Pokel seine Trainer-Karriere und die Steelers präsentierten mit Thomas Dolak seinen Nachfolger.
Das System von Thomas Dolak fand in Bietigheim, sowohl bei den Fans als auch bei den Spielern wenig Anklang, so dass Dolak nach erfolglosen vier Monaten bereits im November 2001 entlassen wurde. Sein Nachfolger wurde der Kanadier Gary Prior, mit dem der Klub eine Serie von acht Siegen in Folge hinlegte. Schluss war mit Gary Prior im Halbfinale der Playoffs gegen Bremerhaven. Prior entschied sich allerdings schon vor den Playoffs dazu, seinen Vertrag in Bietigheim nicht zu verlängern. Sein Nachfolger wurde für die Saison 2002/03 Markus Berwanger. Trotz einer erfolgreichen Saison wurde Berwanger im Januar 2003 als dritter in der Tabelle entlassen. Vorangegangen waren vier Niederlagen in Folge. Für zwei Wochenenden trainierten der damalige Jugendtrainer Uli Liebsch und der Kapitän Craig Teeple das Team, bevor mit Danny Naud ein Nachfolger präsentiert wurde. Naud erreichte mit den Steelers nach der Hauptrunde den ersten Platz und schied in den anschließenden Play-offs im Halbfinale gegen Freiburg aus. In der folgenden Spielzeit konnte dieser Erfolg wiederholt werden. Nach einem schlechten Saisonstart 2004/05 wurde Naud entlassen.
Auf Danny Naud folgte der ehemalige Steelers-Spieler und Jugendtrainer Uli Liebsch. Liebsch stand in drei Spielzeiten an der Bande der Steelers und wurde im November 2006 von seinem Amt als Trainer freigestellt. Vorerst übernahm der Jugendtrainer Danny Held die Leitung der Profimannschaft. Ende Dezember wurde mit Michael Komma ein neuer Trainer präsentiert. Komma erkrankte nur kurze Zeit später, im Februar des Jahres 2007, und konnte das Training nicht leiten. Auch hier sprang Danny Held als Interimstrainer ein. Zur Saison 2007/08 wurde Michael Komma als Sportdirektor eingesetzt und Christian Brittig als neuer Headcoach verpflichtet. Nach über drei Jahren Amtszeit wurde Christian Brittig im November 2010, nach drei Siegen aus 17 Spielen, beurlaubt. Bereits zum dritten Mal übernahm Danny Held die 1. Mannschaft der Steelers zunächst als Interimstrainer. Danny Held stand als Cheftrainer auch zu Beginn der Saison 2011/12 an der Bande, bevor am 25. November 2011 der Kanadier Kevin Gaudet engagiert wurde. Unter Kevin Gaudet erlebten die Bietigheim Steelers die erfolgreichste Zeit ihrer Vereinsgeschichte: So erreichten die Steelers alle überhaupt möglichen Finalspiele und gewann dreimal die Meisterschaft und zweimal den Pokalwettbewerb.
Zur Saison 2018/19 übernahm Hugo Boisvert das Team der Bietigheimer, nachdem finanzielle Einsparungen eine Weiterverpflichtung von Gaudet unmöglich machten.
Seit dem Aufstieg in die 2. Bundesliga waren bei den Bietigheimern 13 hauptamtliche Trainer angestellt. Vier aus Deutschland, sechs aus Kanada und je einer aus Tschechien, den USA und Finnland. Die längste Amtszeit hatte Kevin Gaudet mit 6 Jahren, 4 Monaten und 27 Tagen.

## Amateure
- Meister Regionalliga Süd-West 2018, 2019
- Meister Baden-Württemberg-Liga (4. Liga) 2005

## Nachwuchs
- Deutscher Junioren-Meister 2006
- Deutscher Jugend-Meister 2005, 2014

## Spielstätte
Ihre Heimspiele trugen die Mannschaften des SC Bietigheim-Bissingen bis zum 16. Dezember 2012 in der Eisarena Ellental aus, die Platz für 3250 Zuschauer bietet. Erbaut wurde die Halle im Jahr 1980. Die Eisarena verfügt über ca. 2500 Stehplätze und ca. 750 Sitzplätze. Der Gästeblock befindet sich auf der Gegengerade, in unmittelbarer Nähe des Tores, in dem sich der Gasttorhüter im ersten und dritten Drittel eines Heimspiels der Steelers befindet.
Vor der Saison 2010/2011 wurde die Zuschauerkapazität auf Grund von Brandschutzbestimmungen auf 2662 gesenkt.
Im Oktober 2011 wurde mit den Vorbereitungen für den Bau einer neuen Eishalle, der EgeTrans Arena, neben der bisherigen begonnen. Im ersten Bauabschnitt wurde dazu eine neue Parkplatzfläche mit Zufahrtsstraße gebaut, da der Hallenneubau zum großen Teil auf den bisherigen Parkplatzflächen entstand. Ab November 2011 konnte man die Baustelle über eine Webcam verfolgen. Der Spielbetrieb in der Halle begann am 21. Dezember 2012 mit einem Derby gegen die Heilbronner Falken, welches 4:3 nach Verlängerung gewonnen wurde. Nach der Eröffnung der EgeTransArena wurde die Eisarena Ellental zu einer Trainingseishalle zurückgebaut, die weiter für den Trainings- und Spielbetrieb der Nachwuchs-, Amateur- und Profimannschaften genutzt wird.